# پارک هایو-جی
پارک هیو-جی (Hangul: 박 효지، متولد ۲۳ اکتبر ۱۹۸۸ در اینچئون) یک زن تکواندوکار اهل کره جنوبی است.

## حرفه
در سال ۲۰۰۷، او به عنوان عضوی از تیم ملی تکواندو کره جنوبی انتخاب شد و در مسابقات قهرمانی تکواندو جهان ۲۰۰۷ رقابت کرد، اما در دور مقدماتی به شارلوت کریگ از ایالات متحده باخت.
در ژوئیه ۲۰۰۹، پارک در دسته سبک‌وزن (۴۷- کیلوگرم) در یونیورسیاد تابستانی در بلگراد، صربستان، مدال طلا را از آن خود کرد. در ۱۷ اکتبر، در مسابقات قهرمانی تکواندو جهان ۲۰۰۹ در کپنهاگ، دانمارک، او صاحب مدال طلا، در دسته سبک‌وزن (۴۶- کیلوگرم) شد.